# Jan Mandijn
Jan Mandijn, Mandijn ook gespeld als Mandyn (Haarlem, ca. 1500 – Antwerpen, ca. 1560) was een Zuid-Nederlands schilder behorend tot de Antwerpse School.

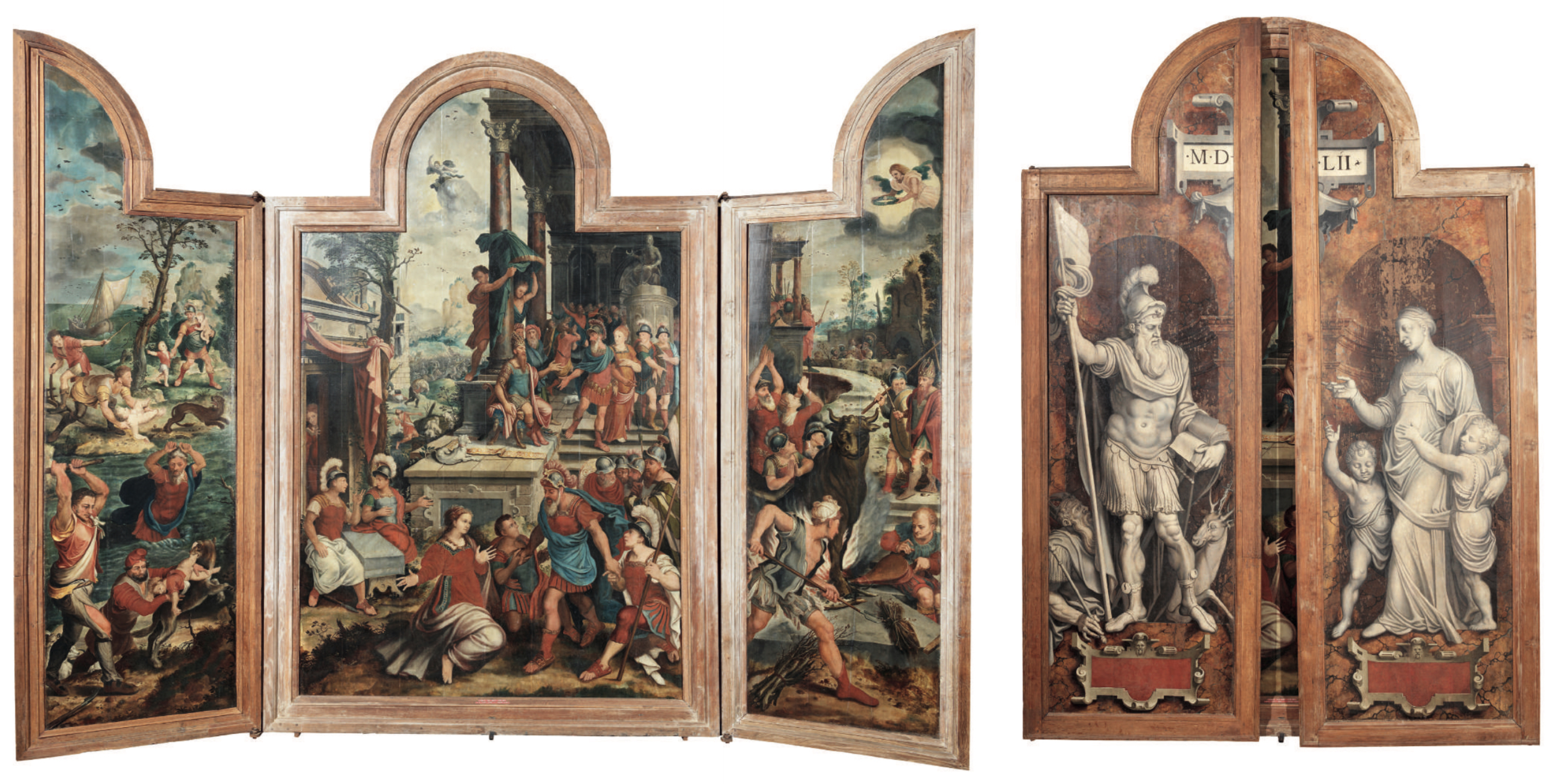
Jan Mandijn, Drieluik met scènes uit het leven van de heilige Eustachius, 1552. Scherpenheuvel-Zichem, Sint-Eustachiuskerk. Het stadsbestuur van Zichem bestelde het werk in 1550.

## Leven
Hij werd geboren in Haarlem en vertrok vóór 1530 naar Antwerpen. Hier werkte hij samen met de eveneens uit de Noordelijke Nederlanden afkomstige schilder Pieter Aertsen. Beide schilders maakten handig gebruik van de grote populariteit van het werk van de ‘duvelmakere’ Jheronimus Bosch, door diens werk te kopiëren en na te volgen. Deze populariteit ging vooral uit van Spanje. Op 29 juni 1542 bepaalden Mandijn en Aertsen op aanvraag van de Baskische handelaar Samson del Barro in Antwerpen de prijs van schilderijen met onderwerpen uit het Bosch-repertorium, die kennelijk bestemd waren voor de Spaanse markt.
Ook Karel van Mander noemt hem in zijn Schilder-Boeck een Bosch-navolger. Volgens Van Mander overleed hij in Antwerpen; zo schrijft hij: ‘Noch was te Haerlem eenen Jan Mandijn, die seer op zijn Ieronimus Bos fraey was van ghespoock en drollerije: hy is gestorven t'Antwerpen’.
Mandijn was leraar van Jan van der Elburcht, Bartholomeus Spranger en – vanaf 1557 – Gillis Mostaert (I).

## Werk

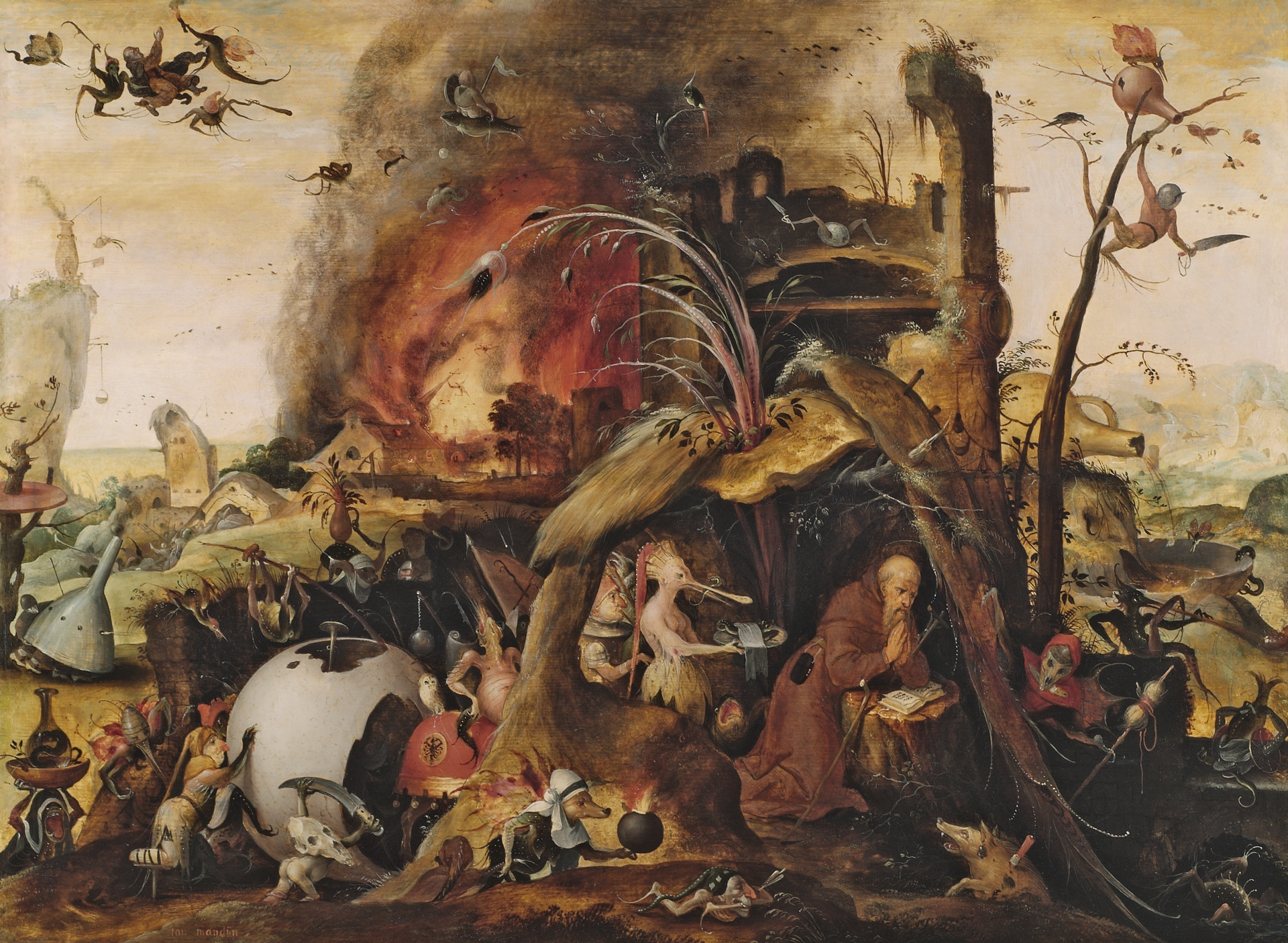
Jan Mandijn, De verzoeking van de heilige Antonius, ca. 1530.

Van Mandijn is één gesigneerd werk bewaard gebleven: de Verzoeking van de heilige Antonius in het Frans Hals Museum in Haarlem. Op basis van de stijl van dit werk zijn andere werken aan hem toegeschreven. Recent onderzoek wees uit dat Mandijn ook in de 'antieke' stijl bedrijvig was: in 1552 vervolledigde de kunstenaar en zijn atelier een Renaissancistisch altaarstuk voor de Sint-Eustachiuskerk van Zichem. Dit monumentaal drieluik met scènes uit het leven van de heilige Eustachius wordt nog steeds in voornoemde kerk bewaard.
In 2009 werd aan het Museum Mayer van den Bergh in Antwerpen een Kruisdraging geschonken door het Erfgoedfonds van de Koning Boudewijnstichting met daarop een monogram, waarin de letters van Mandijn gelezen kunnen worden. Net als het Haarlemse schilderij is dit werk ontleend aan Bosch en is het gedeeltelijk gekopieerd naar diens Kruisdraging in Wenen. Qua stijl liggen beide werken echter ver uiteen. Dit schilderij in Antwerpen bleek na grondige studie geen werk van Mandijn te zijn.
In de literatuur wordt werk van Jan Mandijn soms foutief toegeschreven aan Pieter Huys, Jan Verbeeck of Frans Verbeeck en in veel gevallen andersom.
- Bibliothèque nationale de France: cb155181066 (data)
- Biografisch Portaal: 93827877
- Gemeinsame Normdatei: 129744735
- International Standard Name Identifier: 0000 0001 1573 964X
- Library of Congress Control Number: nr2006024884
- Nederlandse Thesaurus van Auteursnamen: 297073222
- RKD-Nederlands Instituut voor Kunstgeschiedenis: 52291
- Système universitaire de documentation: 111915368
- Union List of Artist Names: 500032277
- Virtual International Authority File: 33085451
- WorldCat: E39PBJtxh7pWpGpXxPcr3hDDv3